# Towada Lacus
Il Towada Lacus è una struttura geologica della superficie di Titano.